# Las Plassas
Las Plassas is een gemeente in de Italiaanse provincie Zuid-Sardinië (regio Sardinië) en telt 275 inwoners (31-12-2004). De oppervlakte bedraagt 11,2 km², de bevolkingsdichtheid is 25 inwoners per km².

## Demografie
Las Plassas telt ongeveer 107 huishoudens. Het aantal inwoners daalde in de periode 1991-2001 met 15,1% volgens cijfers uit de tienjaarlijkse volkstellingen van ISTAT.
| Jaar | Inwoneraantal |
| ---- | ------------- |
| 1991 | 317           |
| 2001 | 269           |

## Geografie
Las Plassas grenst aan de volgende gemeenten: Barumini, Pauli Arbarei, Tuili, Villamar, Villanovafranca.
Arbus · Barumini · Collinas · Furtei · Genuri · Gesturi · Gonnosfanadiga · Guspini · Las Plassas · Lunamatrona · Pabillonis · Pauli Arbarei · Samassi · San Gavino Monreale · Sanluri · Sardara · Segariu · Serramanna · Serrenti · Setzu · Siddi · Tuili · Turri · Ussaramanna · Villacidro · Villamar · Villanovaforru · Villanovafranca
1. ↑  https://demo.istat.it/?l=it.